# Alexandria Airlines
Alexandria Airlines è una compagnia aerea con sede in Egitto. Ha iniziato ad operare nell'aprile 2007, operando inizialmente voli charter tra l'Egitto e la Giordania. La compagnia effettua voli regolari da Alessandria a città nel Golfo Persico e nel Medio Oriente.

## Storia
La compagnia aerea è stata fondata nel 2006 attraverso una collaborazione con Jordan Aviation; ha iniziato le operazioni nel marzo 2007 dopo aver ricevuto il certificato di operatore aereo.
Inizialmente operava solo voli charter tra Egitto, Europa e Giordania, prima di iniziare ad operare un piccolo numero di voli di linea da Alessandria verso il Golfo Persico e il Medio Oriente.
Dal 2009, la compagnia aerea dispone di un Boeing 737 noleggiato dalla sudanese Marsland Aviation, dove opera dall'aeroporto di Khartoum verso varie città africane e sudanesi. Successivamente, anche a causa della chiusura dell'aeroporto di Alessandria, Alexandria Airlines si è trasferita al Cairo. Nel 2018, ha ricevuto un Boeing 777 per i voli a lungo raggio.
Nell'aprile 2022 è stato annunciato che la compagnia aerea avrebbe ripreso le operazioni di linea, dal 23 aprile, da Alessandria ad Amman e al Kuwait.

## Destinazioni
Al 2022, la compagnia opera voli di linea e charter nazionali e internazionali tra Egitto, Giordania e Kuwait.

## Flotta

### Flotta attuale
Ad ottobre 2024 la flotta di Alexandria Airlines è così composta:

### Flotta storica
Nel corso degli anni, Alexandria Airlines ha operato con i seguenti aeromobili: